# John Kendall Boggan
John Kendall Boggan (n. 17 de enero de 1962) es un botánico estadounidense. Obtuvo su doctorado por la Universidad Cornell.

## Algunas publicaciones

### Libros
- 1993. Checklist of the Plants of Surinam. Ed. Biological Diversity of the Guianas Program, Dept. of Botany, Nat. Museum of Natural History, Smithsonian Institution, 229 pp.

- 1992. Checklist of the plants of the Guianas (Guyana, Surinam, French Guiana). 2ª ed. de Biological Diversity of the Guianas Program, Dept. of Botany, Nat. Museum of Natural History, Smithsonian Institution, 381 pp.

- 1991. A morphological study and cladistic analysis of Sinningia and associated genera with particular reference to Lembocarpus, Lietzia, Paliavana, Vanhouttea (Gesneriaceae : Gloxinieae). Ed. Universidad Cornell, 358 pp.

- La abreviatura «Boggan» se emplea para indicar a John Kendall Boggan como autoridad en la descripción y clasificación científica de los vegetales.[1]